# 3764 Holmesacourt
3764 Holmesacourt је астероид главног астероидног појаса чија средња удаљеност од Сунца износи 2,249 астрономских јединица (АЈ).
Апсолутна магнитуда астероида је 13,5.